# Буажила, Сами
Сами Буажила (фр. Sami Bouajila; род. 12 мая 1966, Гренобль, Франция) — французский актёр тунисского происхождения.

## Биография
Сами Буажила родился 12 мая 1966 года в городе Гренобль, Франция. Благодаря отцу-киноману ещё в детские годы увлёкся кинематографом. Учился сначала в Консерватории родного города, затем продолжил обучение в Национальном Центре Драматического Искусства в Сент-Этьене. Во время учёбы Сами регулярно играл на сцене драматического театра и молодого актера стали приглашать в кино.
В большом кино Сами Буажила дебютировал в конце 1980-х годов. Он сыграл в нескольких малобюджетных фильмах, прежде чем его игру отметили кинокритики. Это была роль в фильме «Прощай», в которой Сами исполнил одну из главных ролей. Через несколько лет Буажилу пригласили в Голливуд, где в фильме режиссёра Нормана Цвика «Осада» он исполнил роль одного из арабских террористов, взорвавших автобус в Нью-Йорке. После участия в голливудском блокбастере Буажилу заметили на родине и всё чаще стали приглашать на главные роли.
В 2000 году Сами Буажила воплотил на экране образ «идеального изгоя» в понимании французов, сыграв главную роль в драме Оливье Дюкастеля и Жака Мартино «Приключения Феликса». Сам фильм был отмечен рядом кинопремий, а Буажила получил награду как лучший актёр-новичок на Кинофестивале романтического кино в Кабуре.
В 2006 году Буажила сыграл одну из главных ролей в военной драме Рашида Бушареба «Патриоты», за что в составе актёрского ансамбля получил приз за лучшую мужскую роль на 59-м Каннском кинофестивале.
Участие Сами Буажилы в фильме режиссёра Андре Тешине «Свидетели» принесла ему премию «Сезар» за лучшую мужскую роль второго плана.
Кроме работы в кино Сами Буажила снимается на телевидении и играет в театре.

## Частичная фильмография
- 1995: Прощай / Bye Bye
- 1996: Анна Оз / Anna Oz
- 1998: Осада / The Siege
- 2000: Приключения Феликса / Drôle de Félix
- 2000: По вине Вольтера / La faute à Voltaire
- 2001: Репетиция / La répétition
- 2001: Измени мою жизнь / Change-moi ma vie
- 2002: Осиное гнездо / Nid de guêpes
- 2002: Целуй кого хочешь / Embrassez qui vous voudrez
- 2003: Не так серьёзно / Pas si grave
- 2006: Патриоты / Indigènes
- 2006: Братство камня / Le Concile de Pierre
- 2007: Свидетели / Les témoins
- 2009: Замкнутый круг / Le Premier cercle
- 2009: Река Лондон / London River
- 2010: Случайный роман / De vrais mensonges
- 2010: Вне закона / Hors-la-loi
- 2011: Омар меня убить / Omar m'a tuer
- 2014: Любовь на Рождество / Divin Enfant
- 2024: Ворон / The Crow